# Alejandro Blanco Toro
Alejandro Blanco Toro (Cali 8 de junio de 1973) es un empresario, abogado, representante deportivo y artístico de Colombia.

## Biografía
Desde temprana edad, Alejandro mostró un interés apasionado por el deporte y el arte. Incluso se adentró en la pintura artística como un pasatiempo, recibiendo clases de pintura figurativa por importantes maestros de la escena artística colombiana. En 1991, culminó su educación secundaria en el Colegio San Juan Berchmans de Cali. Luego, en 2001, obtuvo su título de Administrador de Empresas de la Pontificia Universidad Javeriana, seguido en 2010 por su título en Derecho y Ciencias Políticas de la Universidad Libre.
Su formación también abarca el campo de Banca y Finanzas, donde completó sus estudios en la Pontificia Universidad Javeriana. Además, se especializó en Estrategias Gerenciales de Mercadeo en la Universidad de San Buenaventura. Su compromiso con el mundo del arte y el deporte lo llevó a obtener un Máster en Representación de Artistas y Deportistas en el Instituto Superior en Derecho y Economía de España.

## Trayectoria
Desde 2001 ha estado trabajado como representante de empresas del sector económico, en áreas de la recuperación de cartera para importantes empresas del sector bancario, energético, telecomunicaciones, o de servicios públicos, entre otras.
A partir de 2010 incursionó en la representación y promoción de artistas plásticos y deportistas colombianos a nivel internacional.
Entre los artistas que ha representado o represente se encuentran los pintores Ernesto Ríos Rocha, Juan Callejas, Milton Morales Grillo, Omar Guio, Pio Uribe, César Santafé, entre otros. También ha desarrollado y/o patrocinando eventos culturales internacionales para promocionar artistas plásticos profesionales y emergentes, visibilizando el arte colombiano en el exterior.  
"Queremos apoyar a los artistas e invitar a los empresarios a que apoyen el arte. Ya existe la galería en la web y se pueden adquirir las obras de artistas jóvenes. Además, en la empresa tenemos jornadas lúdicas que nos brindan una experiencia agradable" acota Blanco Toro.
En el ámbito deportivo, Blanco Toro ha venido apoyando desde las bases inferiores torneos de balón pie infantil y juvenil, rescatando y representando como Yaser Asprilla y otros futbolistas ayudando a impulsar sus carreras en el competitivo mundo del fútbol.   
Actualmente, divide su residencia entre las ciudades de Cali y Madrid, donde, junto a su familia, lidera proyectos empresariales, culturales y deportivos. Gracias a su empresa, exporta servicios a compañías en España y tiene más de 1.800 empleos directos en Colombia: 
“Es optimizar la infraestructura que tenemos para trabajar con personal en horario nocturno para otras latitudes. Somos un ‘call center’ que trabaja de manera innovadora y que siempre piensa en su recurso humano", afirma Alejandro Blanco Toro, socio fundador y gerente general de la compañía.